# 戈爾曾泰河

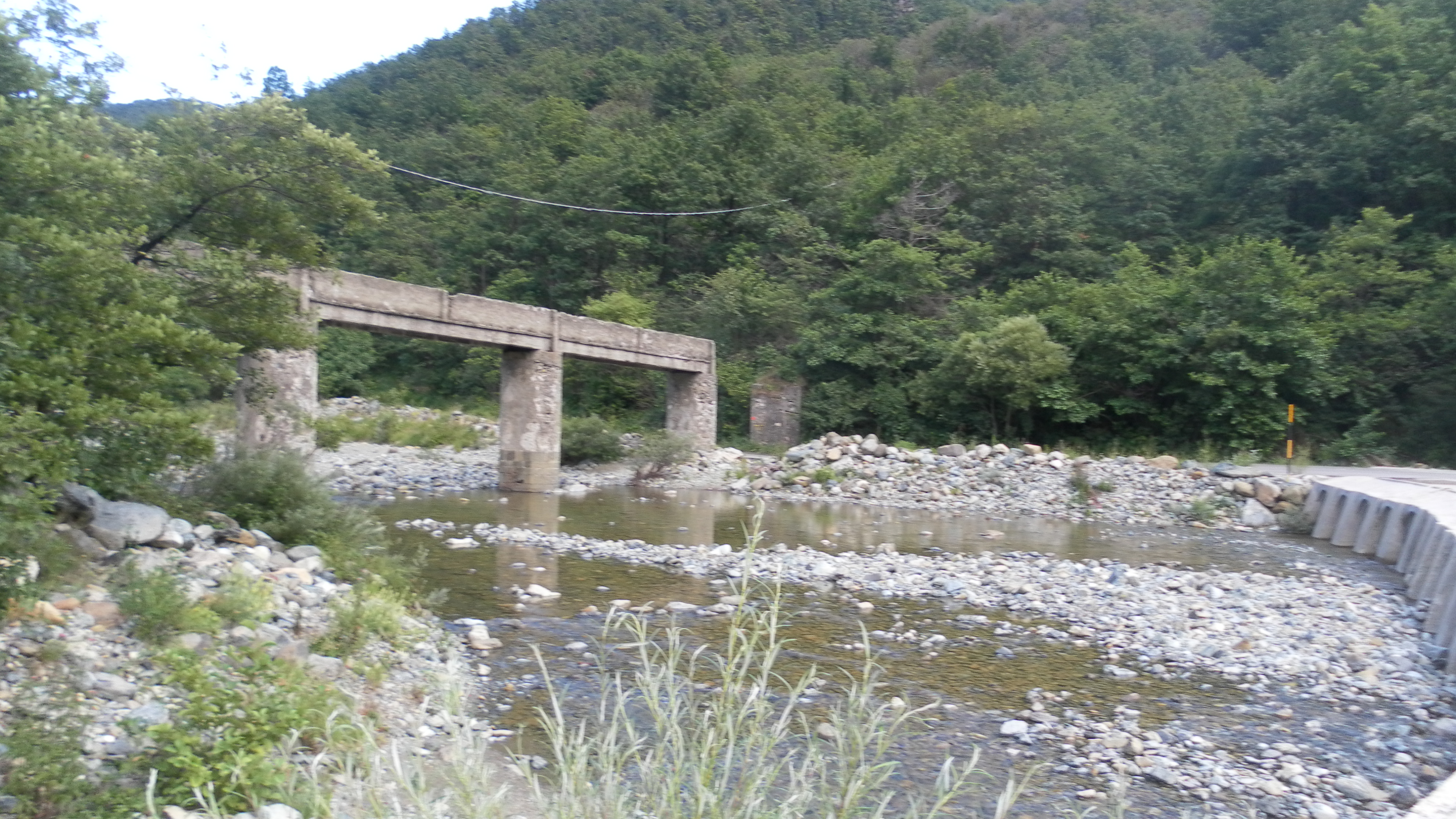

戈爾曾泰河是意大利的河流，位於該國西北部亞平寧山脈，屬於皮奧塔河的支流，河道全長23,693公里，流域面積61.07平方公里，平均流量每秒1.8立方米。